# Oberto (vescovo di Torino)
Oberto di Torino (... – Torino, 5 giugno 1148) è stato un vescovo cattolico italiano.

## Biografia
Oberto (anche Uberto, Umberto, Arberto o Alberto a seconda delle grafie e degli storici che riportano sue notizie), apparteneva ad una famiglia piemontese.
Intrapresa la carriera ecclesiastica, venne nominato arcidiacono della Cattedrale di Torino e successivamente divenne vescovo della città. Durante il suo episcopato, si sa che favorì largamente le abbazie della sua diocesi e che nel 1147 ospitò a Susa papa Eugenio III durante un suo viaggio di ritorno dalla Francia.
Morì a Torino il 5 giugno 1148.